# Jumbo–Visma Development Team
Visma-Lease a Bike Development Team (UCI kód: VLD) je nizozemský cyklistický UCI Continental tým, jenž vznikl v roce 2020. Tým slouží jako rozvojový tým UCI WorldTeamu Visma–Lease a Bike a zaměřuje se na závodníky mladší 23 let.
Z týmu pravidelně odchází jezdci do profesionálního týmu Visma–Lease a Bike, jako například Gijs Leemreize, Mick van Dijke, Tim van Dijke či Olav Kooij.

## Soupiska týmu

Jonas Wingegard

K 1. lednu 2023
- Dario Igor Belletta (ITA) (* 27. ledna 2004)
- Lars Boven (NED) (* 13. srpna 2001)
- Owen Geleijn (NED) (* 14. ledna 2001)
- Tijmen Graat (NED) (* 10. ledna 2003)
- Per Strand Hagenes (NOR) (* 10. července 2003)
- Menno Huising (NED) (* 8. dubna 2004)
- Jesse Kramer (NED) (* 19. října 2003)
- Pietro Mattio (ITA) (* 27. června 2004)
- Morten Aalling Nørtoft (DEN) (* 5. září 2002)
- Archie Ryan (IRL) (* 16. listopadu 2001)
- Colby Simmons (USA) (* 16. října 2003)
- Johannes Staune-Mittet (NOR) (* 18. ledna 2002)
- Darren van Bekkum (NED) (* 20. března 2002)
- Loe van Belle (NED) (* 24. ledna 2002)
- Axandre Van Petegem (BEL)

## Vítězství na národních šampionátech
2020
 Novozélandská časovka do 23 let, Finn Fisher-Black
 Novozélandský silniční závod do 23 let, Finn Fisher-Black
 Německé cross-country do 23 let, Michel Hessmann
2021
 Novozélandská časovka do 23 let, Finn Fisher-Black
 Nizozemská časovka do 23 let, Mick van Dijke
 Nizozemský silniční závod do 23 let, Tim van Dijke
 Německá časovka do 23 let, Michel Hessmann